# Marcus Aurelius Iustus
Marcus Aurelius Iustus (vollständige Namensform Marcus Aurelius Palatina Iustus) war ein im 2. und 3. Jahrhundert n. Chr. lebender Angehöriger der römischen Armee. Durch eine unvollständig erhaltene Inschrift, die in Tarraco in der Provinz Hispania Tarraconensis gefunden wurde, ist seine militärische Laufbahn bekannt.
Iustus entstammte dem römischen Ritterstand (ex equite Romano). Er trat als Centurio in die Armee ein und diente in den folgenden Legionen (in dieser Reihenfolge): in der Legio X Fretensis, die ihr Hauptlager in Jerusalem in der Provinz Syria Palaestina hatte, in einer Legio VI, deren Name nicht erhalten ist, in der Legio XXX Ulpia, die ihr Hauptlager in Vetera in der Provinz Germania inferior hatte, in der Legio II Troiana, die ihr Hauptlager bei Alexandria in der Provinz Aegyptus hatte, in einer Legio IIII, deren Name nicht erhalten ist und zuletzt in der Legio III Cyrenaica, die ihr Hauptlager in Bostra in der Provinz Arabia hatte. In der Legio III Cyrenaica hatte er den Rang eines Hastatus prior in der zweiten Kohorte.
Iustus war in der Tribus Palatina eingeschrieben. Er starb im Alter von 42 Jahren (annorum XLII). Der Grabstein wurde durch seine Ehefrau Aurelia Iusta und die beiden Söhne Alexander und Iulianus errichtet. Laut Marcus Reuter und James Robert Summerly ist unklar, warum Iustus nicht in Bostra, sondern in Tarraco bestattet wurde.

## Name
Sowohl das Praenomen als auch der Gentilname von Iustus sind in der Inschrift nicht erhalten. Die Ergänzung der Inschrift bei der Epigraphik-Datenbank Clauss-Slaby (EDCS), bei Marcus Reuter und bei James Robert Summerly ist [M(arco?) Aur(elio) Pa]latina Iusto.

## Legio IIII
Es kommen zwei Legionen mit der Ordnungsnummer IIII in Frage: die Legio IIII Flavia Felix, die ihr Hauptlager in Singidunum in der Provinz Moesia superior hatte und die Legio IIII Scythica, die ihr Hauptlager in Zeugma in der Provinz Syria hatte. Die Ergänzung der Inschrift bei der EDCS ist IIII [Flaviae], bei Marcus Reuter dagegen IIII [SCYTHIC(ae)?]. James Robert Summerly ordnet Iustus der Legio IIII Scythica zu.

## Legio VI
Es kommen zwei Legionen mit der Ordnungsnummer VI in Frage: die Legio VI Ferrata, die ihr Hauptlager in Caparcotna in der Provinz Syria Palaestina hatte und die Legio VI Victrix, die ihr Hauptlager in Eboracum in der Provinz Britannia hatte. Die Ergänzung der Inschrift bei der EDCS ist VI [Victr(icis?)], bei Marcus Reuter dagegen VI [FERRAT(ae?)]. James Robert Summerly ordnet Iustus der Legio VI Ferrata zu.

## Datierung
Laut Marcus Reuter wurde die Inschrift auf Ende des 2. oder Anfang des 3. Jahrhunderts bzw. auf 203/222 datiert. James Robert Summerly datiert die Laufbahn von Iustus in einen Zeitraum zwischen 200 und 230.